# Tuheljske Toplice
Tuheljske Toplice est un village de la municipalité de Tuhelj (comitat de Krapina-Zagorje) en Croatie. Au recensement de 2011, le village comptait 309 habitants.